# National Broadcasting Company

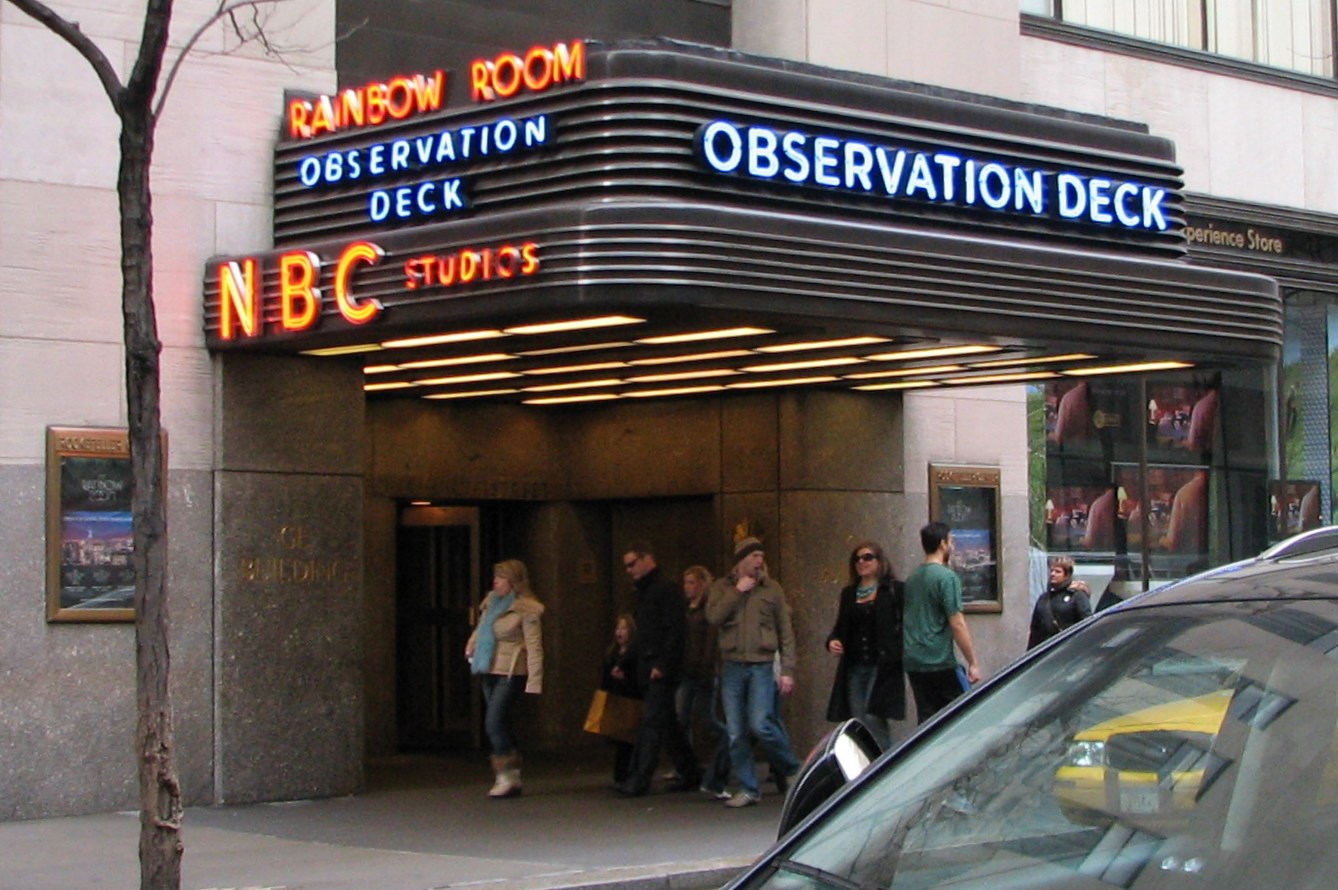
GE Building ingång.

National Broadcasting Company (NBC) är ett amerikanskt mediebolag, grundat 1926 som radiobolag och från 1938 även som TV-bolag. NBC kallas även för smeknamnet Peacock eftersom logotypen som framtogs 1956 i samband med införandet av färg-tv föreställer en stiliserad påfågel.
NBC är ett av USA:s fem stora rikstäckande och marksända TV-nätverk; övriga är ABC, CBS, Fox och The CW. 
Sedan 2013 är NBC helägt av Comcast genom dotterbolaget NBCUniversal. Programverksamheten har sitt huvudkontor på adressen 30 Rockefeller Plaza på Manhattan i New York.

## Historia
Företaget grundades 1926 av Radio Corporation of America (RCA). NBC blev det första stora nätverket av radiostationer, och senare även TV-stationer, i USA. Under 1986 tog General Electric Company (GE) över kontrollen av NBC när GE för $6,4 miljarder köpte RCA. Efter affären blev Bob Wright NBC:s högsta direktör och ledde verksamheten till han pensionerades och lämnade då över till Jeff Zucker. TV-nätverket är idag[när?] en del av mediekoncernen NBC Universal, ett dotterbolag till General Electric (80 procent) och Vivendi SA (20 procent).
NBC:s stationer är tillgängliga hos 112 miljoner hushåll i USA eller motsvarande 98,6 procent av landets befolkning.[källa behövs] NBC äger och driver enbart tio av sina lokala stationer men har utöver dessa kontrakt med över 200 lokalt ägda stationer som vidaresänder NBC:s program främst under bästa sändningstid. Det är USA:s omfattande konkurrenslagstiftning som motverkar att de stora TV-nätverken i större utsträckning äger sina lokala medlemsstationer.[källa behövs]
I Sverige är NBC mest känt för TV-serier som Vänner, Cityakuten, Medium, My Name Is Earl, Seinfeld, Vita huset, Alf, Frasier, Joey och Heroes som alla visas av svenska TV-kanaler.[källa behövs] Tillsammans med Microsoft har NBC, förutom sitt eget nyhetsbolag NBC News, en nyhetstjänst på internet och en dygnet runt-sändande nyhetskanal MSNBC.

## NBC Byggnader
- GE Building Huvudkontor, New York.
- NBC Tower, Chicago
- The Burbank Studios, Burbank, Kalifornien
- 10 UCP, Universal City, Kalifornien

## Kopior världen över

### The Today Show

NBC logo korišten od 1986. do 2011

NBC logo korišten od 2013. do 2018

NBC logo korišten od 2018. do 2022

NBC:s TV-morgonprogram The Today Shows koncept har kopierats av hundratals TV-bolag världen över. I egenskap av världens första morgonprogram har The Today Show blivit stilbildande på många sätt. The Today Show sändes för första gången den 14 januari 1952. Formen för The Today Show har utvecklats till en standard för många morgonprogram världen över. Konkurrenten American Broadcasting Company skapade sin motsvarighet Good Morning America på 1960-talet och CBS har morgonprogrammet The Early Show. Båda två ligger efter The Today Show i tittarmätningarna. I andra länder som Storbritannien finns BBC:s BBC Breakfast och ITV:s GMTV som följer The Today Shows mall. I Kanada visas programmet Canada AM på CTV Television Network. I Sverige har TV4 respektive Sveriges Television gjort egna versioner av konceptet i form av programmen Nyhetsmorgon och Gomorron Sverige. De svenska versionerna är dock betydligt mer strikta, opersonliga och formella till tonen än det amerikanska originalet.
Sändningarna av The Today Show sker i två våningar från lokaler i skyltfönster vid Rockefeller Center i Midtown på Manhattan i centrala New York. Adressen 30 Rock är klassisk då NBC inte bara har sitt huvudkontor där utan även nyhetsredaktion och flera studior i bottenvåningarna och källarplanen. Här spelades både Conan O’Briens program och Saturday Night Live in. Varje morgon samlas tusentals nyfikna åskådare bakom The Today Shows avspärrningar på Rockefeller Plaza i hopp om att få se programledaren på riktigt. Publiken viftar med hemmagjorda skyltar med budskap till vänner och familj på hemorten. Ofta går någon eller några av programledarna, ofta vädermannen Al Roker, ut på torget under sändning. Ibland blir även publiken intervjuad eller får möjlighet att ställa frågor till gästerna i programmet i direktsändning.

### The Tonight Show
The Tonight Show blev förlagan till talkshows världen över och är även det en av TV-världens långkörare, första programmet sändes redan 1954. Programmets egentliga namn idag[när?] är The Tonight Show Starring Jimmy Fallon, tidigare hette det The Tonight Show with Jay Leno, The Tonight Show with Conan O'Brien, The Tonight Show Starring Johnny Carson, och från början endast The Tonight Show. I Sverige visas sedan 2000 programmet på Kanal 5 sena vardagskvällar under namnet Jay Leno Show. Den svenska sändningen ligger i regel en vecka efter den amerikanska. Sedan 1995 sänds The Tonight Show på CNBC Europe som finns i de flesta större svenska kabeloperatörers nät.
Den stilbildande talkshowen The Tonight Show härstammar också från NBC. När man under juni 2009 bytte programledare var det för fjärde gången under programmets 60-åriga historia. Programmet har genom året blivit kopierat av många och legat som förlaga för talkshows världen över, däribland program med Kristian Luuk, Adam Alsing och Tomas Tengby i Sverige. Programledare under åren 1993 till 2009 var Jay Leno för att den 1 juni 2009 lämna över programledarskapet till Conan O’Brien. O’Brien lämnade programmet den 22 januari 2010 efter en bitter fejd med NBC och ersattes med Jay Leno, som ledde programmet fram till februari 2014, varefter Jimmy Fallon blev programledare.

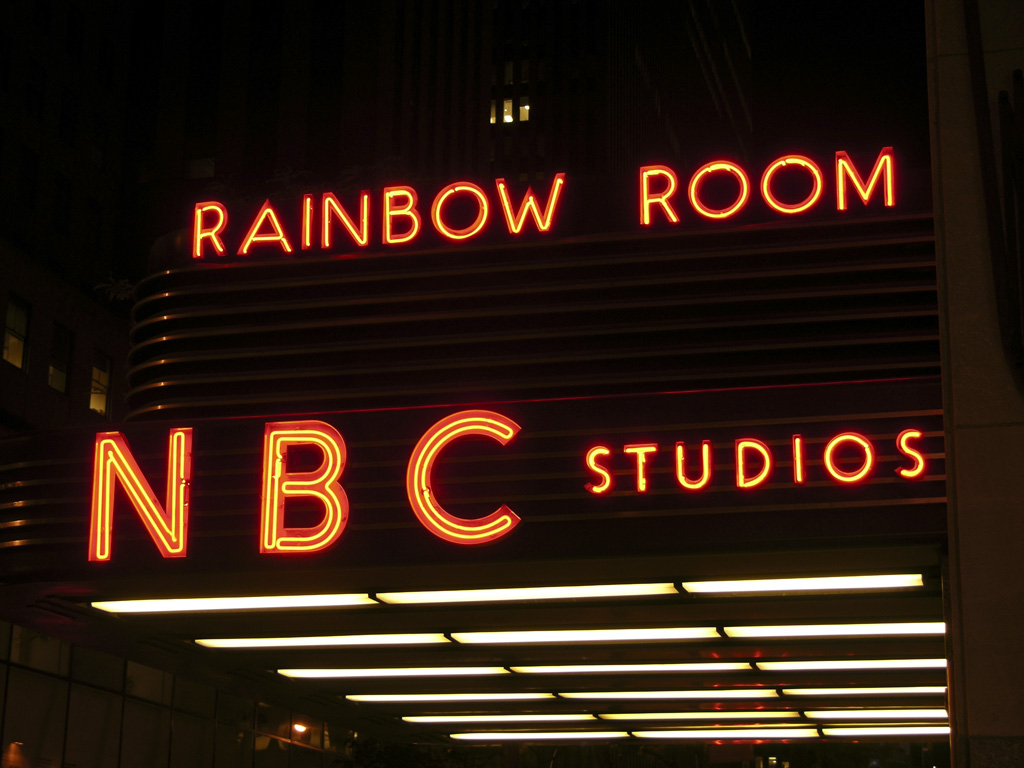
NBC Studios i New York.

## Guidade turer och publikbiljetter
För den som vill besöka NBC finns det möjlighet både att få publikbiljetter till olika program men även gå guidade turer i studiorna i New York. Några av de program som tar in publik är Saturday Night Live, Tonight Show och Late Night with Jimmy Fallon. Trycket på publikbiljetterna är dock extremt stort varför en väntetid på flera månader inte är ovanligt. I många fall finns en stand-by-kö utanför studiorna men den ger ingen garanti till biljetter. Morgonprogrammet Today Show sänds från skyltfönster vid Rockefeller Center. Programledarna gör ofta inslag från Torget och där krävs inga publikbiljetter.
NBC erbjuder även till en biljettkostnad guidade turer av sina studior vid Rockefeller Center i New York. Har man tur får man se NBC:s nyhetsstudior samt studiorna för Saturday Night Live, Today Show och Late Night with Jimmy Fallon. Turerna avgår flera gånger i timmen från NBC Store vid Rockefeller Plaza.

## NBC Europe
NBC köpte 1995 den pan-europeiska kabelkanalen Super Channel och gjorde om den till NBC Europe. Kanalen sände NBC:s nyheter, morgonprogram och talkshows med Jay Leno och Conan O'Brien. Även program från CNBC och då nystartade MSNBC visades till Europa. NBC Europe som tidigare legat i de flesta svenska kabelnäts basutbud lades dock ner ett par år senare som en följd av ekonomiska problem. Systerkanalen CNBC Europe som bevakar finansnyheter sänder dock fortfarande.

## Tillgänglighet i Sverige
Nätverket NBC är officiellt inte tillgängligt i Sverige och Europa. Däremot sänds de flesta av NBC:s dramaserier och sitcoms på svenska kanaler. Här finns dock NBC:s ekonomikanal CNBC som ibland även återutsänder NBC News direktsända bevakning vid större nyhetshändelser. Satellitkanalen Orbit News sänder dagligen ett par timmar av NBC News nyhetsutbud med direktsändningar från MSNBC och morgonprogrammet The Today Show.

## Program från NBC
- Cityakuten
- Medium
- My Name Is Earl
- Cosby
- Pantertanter
- Seinfeld
- Vita huset
- Jordan, rättsläkare
- Frasier
- Joey
- The Biggest Loser
- Law & Order
- Deal or No Deal
- Scrubs
- Vänner
- The Today Show
- Saturday Night Live
- NBC Nightly News
- Late Night with Conan O'Brien
- Late Night with Jimmy Fallon
- The Tonight Show
  - The Tonight Show with Conan O'Brien
- The Jay Leno Show
- Meet the Press
- The Office
- Will & Grace
- Windfall
- Dateline NBC
- Passions
- Days of our Lives
- Last Call
- Treausure Hunters
- ALF
- Pang i plugget
- Star Tomorrow
- Las Vegas
- E-Ring
- Studio 60
- Heroes
- Last Comic Standing
- The Apprentice
- Twenty Good Years
- 30 Rock
- Parks and Recreation
- The Good Place